# Lagrange-Formalismus
Der Lagrange-Formalismus ist in der Physik eine 1788 von Joseph-Louis Lagrange eingeführte Formulierung der klassischen Mechanik, in der die Dynamik eines Systems durch eine einzige skalare Funktion, die Lagrange-Funktion, beschrieben wird. Der Formalismus ist (im Gegensatz zur newtonschen Mechanik, die auf Inertialsysteme festgelegt ist) auch auf beschleunigte Bezugssysteme anwendbar. Der Lagrange-Formalismus ist invariant gegen Koordinatentransformationen. Aus der Lagrange-Funktion lassen sich die Bewegungsgleichungen mit den Euler-Lagrange-Gleichungen der Variationsrechnung aus dem Prinzip der extremalen Wirkung bestimmen. Diese Betrachtungsweise vereinfacht viele physikalische Probleme, da sich, im Gegensatz zu der newtonschen Formulierung der Bewegungsgesetze, im Lagrange-Formalismus Zwangsbedingungen relativ einfach durch das explizite Ausrechnen der Zwangskräfte oder die geeignete Wahl generalisierter Koordinaten berücksichtigen lassen. Aus diesem Grund wird der Lagrange-Formalismus verbreitet bei Mehrkörpersystemen (MKS) eingesetzt. Er lässt sich auch auf den relativistischen Fall übertragen und ist auch in der relativistischen Quantenfeldtheorie zur Formulierung von Modellen von Elementarteilchen und ihrer Wechselwirkungen weit verbreitet, behandelt dort allerdings eine feldtheoretische Version (Lagrange-Dichte).
Für Systeme mit einem generalisierten Potential und holonomen Zwangsbedingungen lautet die Lagrange-Funktion
{\displaystyle L=T-V}
wobei {\displaystyle T} die kinetische Energie und {\displaystyle V} die potentielle Energie des betrachteten Systems bezeichnen.
Man unterscheidet sogenannte Lagrange-Gleichungen erster und zweiter Art. Im engeren Sinn versteht man unter dem Lagrange-Formalismus und den Lagrange-Gleichungen aber die zweiter Art, die häufig einfach als Lagrange-Gleichungen bezeichnet werden:
{\displaystyle {\frac {\text{d}}{{\text{d}}t}}{\frac {\partial L}{\partial {\dot {q}}_{i}}}-{\frac {\partial {L}}{\partial q_{i}}}=0\,.}
Dabei sind {\displaystyle q_{i}} generalisierte Koordinaten und {\displaystyle {\dot {q}}_{i}} deren Zeitableitungen.

## Lagrange-Gleichungen erster und zweiter Art
Mit den Lagrange-Gleichungen erster Art lassen sich die Zwangskräfte berechnen. Sie sind äquivalent zu den Gleichungen, die sich aus dem D’Alembertschen Prinzip ergeben. Wir betrachten {\displaystyle N} Punktteilchen im {\displaystyle \ \mathbb {R} ^{3}} mit den Ortsvektoren {\displaystyle \ \mathbf {r} _{i}}, mit {\displaystyle i\in \{1,...,N\}}, deren Koordinaten durch {\displaystyle s} voneinander unabhängige (holonome) Zwangsbedingungen der Form {\displaystyle F_{k}(\mathbf {r} _{1},\ldots ,\mathbf {r} _{N},t)=0} mit {\displaystyle k\in \{1,\ldots ,s\}} eingeschränkt sind (eine explizite Zeitabhängigkeit ist erlaubt). Dadurch werden die Lagen der Teilchen auf eine {\displaystyle (3N-s)}-dimensionale Mannigfaltigkeit eingeschränkt ({\displaystyle f=3N-s} ist die Anzahl der Freiheitsgrade).
Die auf ein Teilchen {\displaystyle i} wirkenden Zwangskräfte sind proportional zum Gradienten {\displaystyle \nabla F_{k}}, die Gesamt-Zwangskraft {\displaystyle \mathbf {Z} _{i}} ist daher
{\displaystyle \mathbf {Z} _{i}=\sum _{k=1}^{s}\lambda _{k}\nabla _{i}F_{k}.}
Wenn man annimmt, dass sich die äußeren Kräfte aus einem Potential ableiten lassen, kann man die Bewegungsgleichung schreiben (Lagrange-Gleichung 1. Art):
{\displaystyle m_{i}{\ddot {\mathbf {r} }}_{i}=-\nabla _{i}V+\sum _{k=1}^{s}\lambda _{k}\nabla _{i}F_{k},\qquad i=1,\ldots ,N}
Die {\displaystyle m_{i}} sind die Massen der {\displaystyle N} Punktteilchen, {\displaystyle V} ist die potentielle Energie. Dies, zusammen mit den Zwangsbedingungen {\displaystyle F_{k}(\mathbf {r} _{1},\ldots ,\mathbf {r} _{N},t)=0}, sind {\displaystyle 3N+s} unabhängige Gleichungen für die {\displaystyle 3N} Koordinaten der {\displaystyle \mathbf {r} _{i}} sowie für die {\displaystyle s} Lagrange-Multiplikatoren {\displaystyle \lambda _{k}}. Somit ist die Lösung des Gleichungssystems eindeutig.
Bemerkung: Hier wurden nur holonome Zwangsbedingungen behandelt. Der Formalismus lässt sich aber auch auf Zwangsbedingungen der Form {\textstyle \sum _{k}a_{k}\delta q_{k}=0\,} anwenden, die z. B. bei nicht-holonomen Zwangsbedingungen zwischen den Geschwindigkeiten der Teilchen folgen. Diese Zwangsbedingungsgleichungen lassen sich im Gegensatz zu holonomen Zwangsbedingungen nicht als vollständiges Differential einer Funktion darstellen, das heißt, zwischen den Koeffizientenfunktionen gilt nicht {\displaystyle {\tfrac {\partial a_{i}}{\partial q_{k}}}={\tfrac {\partial a_{k}}{\partial q_{i}}}}.
Im Fall von holonomen Zwangsbedingungen kann man neue Koordinaten {\displaystyle q_{i}} einführen, die diese implizit enthalten, sogenannte generalisierte Koordinaten. Mit der kinetischen Energie
{\displaystyle T=\sum _{i}{\frac {1}{2}}m_{i}v_{i}^{2}=\sum _{i}{\frac {1}{2}}m_{i}{\left(\sum _{j}{\frac {\partial \mathbf {r} _{i}}{\partial q_{j}}}{\dot {q}}_{j}+{\frac {\partial \mathbf {r} _{i}}{\partial t}}\right)}^{2}}
und Potentialkräften
{\displaystyle Q_{i}=-\nabla _{i}V=-{\frac {\partial V}{\partial q_{i}}}}
(die auch durch generalisierte Koordinaten ausgedrückt sind und dann als generalisierte Kräfte bezeichnet werden – sie haben nicht unbedingt die Dimension einer Kraft) lassen sich die Bewegungsgleichungen auch schreiben
{\displaystyle {{\text{d}} \over {\text{d}}t}{\partial {T} \over \partial {{\dot {q}}_{i}}}-{\partial {T} \over \partial q_{i}}=Q_{i}}
oder mit der Lagrange-Funktion {\displaystyle L=T-V} (Lagrange-Gleichung 2. Art):
{\displaystyle {{\text{d}} \over {\text{d}}t}{\partial {L} \over \partial {{\dot {q}}_{i}}}-{\partial {L} \over \partial q_{i}}=0}
Treten wie in diesem Fall nur aus einem Potential ableitbare Kräfte (Potentialkräfte) auf, spricht man von konservativen Kräften.
Bemerkung: Manchmal lassen sich die generalisierten Kräfte durch ein geschwindigkeitsabhängiges generalisiertes Potential {\displaystyle V(q_{1},\ldots ,q_{n},{\dot {q}}_{1},\ldots ,{\dot {q}}_{n},t)} in folgender Form schreiben
{\displaystyle Q_{i}=-{\frac {\partial V}{\partial q_{i}}}+{\frac {\mathrm {d} }{\mathrm {d} t}}{\frac {\partial V}{\partial {\dot {q}}_{i}}}}
Auch dann ergeben sich die Bewegungsgleichungen
{\displaystyle {\frac {\mathrm {d} }{\mathrm {d} t}}{\frac {\partial L}{\partial {\dot {q}}_{i}}}-{\frac {\partial L}{\partial q_{i}}}=0},
mit der Lagrange-Funktion {\displaystyle L}:
{\displaystyle L(q_{1},\ldots ,q_{n},{\dot {q}}_{1},\ldots ,{\dot {q}}_{n},t)=T(q_{1},\ldots ,q_{n},{\dot {q}}_{1},\ldots ,{\dot {q}}_{n},t)-V(q_{1},\ldots ,q_{n},{\dot {q}}_{1},\ldots ,{\dot {q}}_{n},t)}
Das System ist dann aber nicht mehr im üblichen Sinn konservativ. Ein Beispiel ist das elektromagnetische Feld (siehe unten).
Manchmal hat man aber noch nicht-konservative Kräfte {\displaystyle Q_{i}^{*}}, so dass sich die Gleichungen schreiben:
{\displaystyle {{\text{d}} \over {\text{d}}t}{\partial {L} \over \partial {{\dot {q}}_{i}}}-{\partial {L} \over \partial q_{i}}=Q_{i}^{*}}
Ein Beispiel sind Systeme mit nicht-holonomen Zwangsbedingungen (siehe oben) oder Reibungskräften (zum Beispiel Rayleighsche Dissipationsfunktion).

## Ableitung aus dem Hamiltonschen Prinzip
Die Lagrange-Gleichungen zweiter Art ergeben sich als sogenannte Euler-Lagrange-Gleichungen eines Variationsproblems und liefern die Bewegungsgleichungen, wenn die Lagrange-Funktion gegeben ist. Sie folgen aus der Variation des mit der Lagrange-Funktion gebildeten Wirkungsintegrals im Hamiltonschen Prinzip. Dazu betrachtet man alle möglichen Bahnkurven {\displaystyle q(t)} im Raum der generalisierten Koordinaten zwischen festen Anfangs- und Endpunkten. Man betrachtet die Änderung des Wirkungsintegrals bei Variation der Bahnkurven
{\displaystyle \,q\rightarrow q+\delta q}
{\displaystyle \,{\dot {q}}\rightarrow {\dot {q}}+\delta {\dot {q}}}
Das hamiltonsche Prinzip besagt, dass für die klassische Bahn das Wirkungsintegral stationär unter Variation der Bahnkurven ist:
{\displaystyle \delta W=W(q+\delta q,{\dot {q}}+\delta {\dot {q}},t)-W(q,{\dot {q}},t)=\delta \int {\text{d}}tL(q,{\dot {q}},t)=\int {\text{d}}t(L(q+\delta q,{\dot {q}}+\delta {\dot {q}},t)-L(q,{\dot {q}},t)){\stackrel {!}{=}}0\,.}
Eine Näherung in erster Ordnung lautet für eine gewöhnliche Funktion {\displaystyle f(x,y)}
{\displaystyle f(x+{\text{d}}x,y+{\text{d}}y)\approx f+{\frac {\partial f}{\partial x}}{\text{d}}x+{\frac {\partial f}{\partial y}}{\text{d}}y}
also
{\displaystyle {\text{d}}f=f(x+{\text{d}}x,y+{\text{d}}y)-f(x,y)={\frac {\partial f}{\partial x}}{\text{d}}x+{\frac {\partial f}{\partial y}}{\text{d}}y}.
In erster Ordnung ergibt sich die Variation des Integrals also zu
{\displaystyle \int {\text{d}}t\left({\frac {\partial L}{\partial q}}\delta q+{\frac {\partial L}{\partial {\dot {q}}}}\delta {\dot {q}}\right)=\int {\text{d}}t\left({\frac {\partial L}{\partial q}}\delta q+{\frac {\partial L}{\partial {\dot {q}}}}{\frac {\text{d}}{{\text{d}}t}}\delta q\right)}.
Nun führt man eine partielle Integration in dem Term aus, der die Ableitung nach der Zeit enthält:
{\displaystyle \int _{t_{1}}^{t_{2}}{\text{d}}t\left({\frac {\partial L}{\partial {\dot {q}}}}{\frac {\text{d}}{{\text{d}}t}}\delta q\right)=\left[{\frac {\partial L}{\partial {\dot {q}}}}\delta q\right]_{t_{1}}^{t_{2}}-\int _{t_{1}}^{t_{2}}{\text{d}}t\left(\delta q{\frac {\text{d}}{{\text{d}}t}}{\frac {\partial L}{\partial {\dot {q}}}}\right)}.
Hierbei wird benutzt, dass
{\displaystyle \,\delta q(t_{1})=\delta q(t_{2})=0}
ist, da Anfangs- und Endpunkt festgehalten werden. Daher gilt für die Randterme
{\displaystyle \left[{\frac {\partial L}{\partial {\dot {q}}}}\delta q\right]_{t_{1}}^{t_{2}}=0}
Damit resultiert schließlich
{\displaystyle \int {\text{d}}t\left(-{\frac {\text{d}}{{\text{d}}t}}{\frac {\partial L}{\partial {\dot {q}}}}+{\frac {\partial L}{\partial q}}\right)\delta q\mathrel {\stackrel {!}{=}} 0\,.}
Da nun {\displaystyle \delta q} als Faktor des gesamten Integrals auftritt und beliebig ist, kann das Integral nur dann nach dem Variationsprinzip verschwinden, wenn der Integrand selbst verschwindet. Es folgen die Lagrange-Gleichungen oder Lagrange-Gleichungen zweiter Art (die Euler-Lagrange-Gleichungen des hier betrachteten Variationsproblems):
{\displaystyle {\frac {\text{d}}{{\text{d}}t}}{\frac {\partial L}{\partial {\dot {q}}_{i}}}-{\frac {\partial {L}}{\partial q_{i}}}=0\,.}
Für jede generalisierte Koordinate {\displaystyle q_{i}} (und die zugehörige generalisierte Geschwindigkeit {\displaystyle {\dot {q}}_{i}}) gibt es eine solche Gleichung. Die Lagrange-Gleichungen bilden ein System gewöhnlicher Differentialgleichungen zweiter Ordnung bezüglich der Zeitableitung. Wie viele Differentialgleichungen das im Endeffekt sind, weiß man erst, wenn die Zahl der Freiheitsgrade des Systems berechnet wurde.

## Zyklische Variablen und Symmetrie
Wenn die Lagrange-Funktion {\displaystyle L} nicht von einer Koordinate {\displaystyle q} abhängt, sondern nur von der zugehörigen Geschwindigkeit {\displaystyle {\dot {q}}}, dann nennt man {\displaystyle q} zyklisch, zyklische Koordinate oder zyklische Variable. Der zur zyklischen Variablen {\displaystyle q} konjugierte Impuls
{\displaystyle p={\frac {\partial L}{\partial {\dot {q}}}}}
ist eine Erhaltungsgröße; sein Wert ändert sich nicht während der Bewegung, wie gleich gezeigt wird: Wenn die Lagrange-Funktion nicht von {\displaystyle q} abhängt, gilt
{\displaystyle {\frac {\partial {L}}{\partial q}}=0\,.}
Dann folgt aber aus der Euler-Lagrange-Gleichung, dass die Zeitableitung des zugehörigen konjugierten Impulses verschwindet und er somit zeitlich konstant ist:
{\displaystyle {\frac {\mathrm {d} }{\mathrm {d} t}}{\frac {\partial L}{\partial {\dot {q}}}}=0\,,}
Allgemeiner gehört nach dem Noether-Theorem zu jeder kontinuierlichen Symmetrie der Wirkung eine Erhaltungsgröße. Bei einer zyklischen Variablen ist die Wirkung invariant unter der Verschiebung von {\displaystyle q} um eine beliebige Konstante, {\displaystyle q\rightarrow q+c\,.}

## Erweiterung auf Felder
In der Feldtheorie ergibt sich die Bewegungsgleichung aus dem hamiltonschen Prinzip für Felder zu
{\displaystyle {\frac {\partial {\mathcal {L}}}{\partial \phi _{i}}}-\sum _{j=1}^{3}{\frac {\partial }{\partial x_{j}}}{\frac {\partial {\mathcal {L}}}{\partial {\frac {\partial \phi _{i}}{\partial x_{j}}}}}-{\frac {\partial }{\partial t}}{\frac {\partial {\mathcal {L}}}{\partial {\frac {\partial \phi _{i}}{\partial t}}}}={\frac {\partial {\mathcal {L}}}{\partial \phi _{i}}}-{\partial _{\mu }}\left({\frac {\partial {\mathcal {L}}}{\partial (\partial _{\mu }\phi _{i})}}\right)=0}
wobei {\displaystyle \phi =\phi (x,y,z,t)} das betrachtete Feld und {\textstyle {\mathcal {L}}={\mathcal {L}}\left(\phi ,{\frac {\partial \phi }{\partial x}},{\frac {\partial \phi }{\partial y}},{\frac {\partial \phi }{\partial z}},{\frac {\partial \phi }{\partial t}},x,y,z,t\right)} die Lagrange-Dichte sind.
Man kann dies in Kurzform auch schreiben als
{\displaystyle {\frac {\delta {\mathcal {L}}}{\delta \phi }}\equiv 0\,,}
mit der so definierten Variationsableitung   {\displaystyle {\frac {\delta {\mathcal {L}}}{\delta \phi }}:={\frac {\partial {\mathcal {L}}}{\partial \phi _{i}}}-{\partial _{\mu }}\left({\frac {\partial {\mathcal {L}}}{\partial (\partial _{\mu }\phi _{i})}}\right)}.
Hinweis: Der Lagrange-Formalismus ist auch der Ausgangspunkt vieler Formulierungen der Quantenfeldtheorie.

## Relativistische Mechanik
In der relativistischen Mechanik kann die Lagrange-Funktion eines freien Teilchens aus dem hamiltonschen Prinzip abgeleitet werden, indem für die Wirkung der einfachste Fall eines relativistischen Skalars angenommen wird:
{\displaystyle S=-mc\int \mathrm {d} s=-mc^{2}\int \mathrm {d} t{\sqrt {1-{\frac {v^{2}}{c^{2}}}}}=\int L\,\mathrm {d} t},
wobei {\textstyle \mathrm {d} s=c\,\mathrm {d} \tau =c\,\mathrm {d} t{\sqrt {1-{\frac {v^{2}}{c^{2}}}}}} das zur Eigenzeit proportionale relativistische Linienelement ist und ein konstanter Faktor {\displaystyle \,(-mc)} gewählt wurde.
Die Lagrange-Funktion eines freien Teilchens ist hier nicht mehr mit der kinetischen Energie identisch (manchmal spricht man deshalb auch von kinetischer Ergänzungsenergie T in der Lagrange-Funktion). Die relativistische kinetische Energie eines Körpers mit der Masse {\displaystyle m} und Geschwindigkeit {\displaystyle v={\dot {\mathbf {x} }}} ohne Zwangsbedingungen beträgt
{\displaystyle E={\frac {mc^{2}}{{\sqrt {1-{\frac {{\dot {\mathbf {x} }}^{2}}{c^{2}}}}}\,}}-mc^{2}},
wohingegen für die Lagrange-Funktion die kinetische Ergänzungsenergie
{\displaystyle T(\mathbf {x} ,{\dot {\mathbf {x} }},t)=-mc^{2}{\sqrt {1-{\frac {{\dot {\mathbf {x} }}^{2}}{c^{2}}}}}}
maßgeblich ist. Die Lagrange-Funktion für ein Teilchen in einem Potential V ergibt sich dann zu
{\displaystyle L(\mathbf {x} ,{\dot {\mathbf {x} }},t)=T-V=-mc^{2}{\sqrt {1-{\frac {{\dot {\mathbf {x} }}^{2}}{c^{2}}}}}\,-\,V(\mathbf {x} ,{\dot {\mathbf {x} }},t)}.
Für ein {\displaystyle N}-Teilchensystem ist die Lagrange-Funktion mit den generalisierten Koordinaten
{\displaystyle L(q_{1},\ldots ,q_{n},{\dot {q}}_{1},\ldots ,{\dot {q}}_{n},t)=-\sum _{i=1}^{N}m_{0,i}c^{2}{\sqrt {1-{\frac {{\dot {\mathbf {x} }}_{i}^{2}(q_{1},\ldots ,q_{n},{\dot {q}}_{1},\ldots ,{\dot {q}}_{n},t)}{c^{2}}}}}\,-\,V(q_{1},\ldots ,q_{n},{\dot {q}}_{1},\ldots ,{\dot {q}}_{n},t)},
wobei {\displaystyle n=3N-s} die Anzahl der Freiheitsgrade und {\displaystyle s} die Anzahl der holonomen Zwangsbedingungen ist.
Für kleine Geschwindigkeiten {\displaystyle |{\dot {\mathbf {x} }}|\ll c} kann man die Wurzel bis zur ersten Ordnung entwickeln {\displaystyle {\sqrt {1-x}}=1-x/2}:
{\displaystyle -mc^{2}{\sqrt {1-{\frac {{\dot {\mathbf {x} }}^{2}}{c^{2}}}}}=-mc^{2}+{\frac {m}{2}}{\dot {\mathbf {x} }}^{2}}
Die nullte Ordnung der Entwicklung ist eine Konstante, die negative Ruheenergie. Da die Lagrange-Gleichungen invariant sind unter Addition einer Konstanten zur Lagrange-Funktion, kann man den konstanten ersten Term weglassen und man erhält wieder die klassische kinetische Energie:
{\displaystyle L(q_{1},\ldots ,q_{n},{\dot {q}}_{1},\ldots ,{\dot {q}}_{n},t)=\sum _{i=1}^{N}{\frac {m_{0,i}}{2}}{\dot {\mathbf {x} }}_{i}^{2}(q_{1},\ldots ,q_{n},{\dot {q}}_{1},\ldots ,{\dot {q}}_{n},t)\,-\,V(q_{1},\ldots ,q_{n},{\dot {q}}_{1},\ldots ,{\dot {q}}_{n},t)}
{\displaystyle L(q_{1},\ldots ,q_{n},{\dot {q}}_{1},\ldots ,{\dot {q}}_{n},t)=T(q_{1},\ldots ,q_{n},{\dot {q}}_{1},\ldots ,{\dot {q}}_{n},t)\,-\,V(q_{1},\ldots ,q_{n},{\dot {q}}_{1},\ldots ,{\dot {q}}_{n},t)}

## Zusammenhang mit Pfadintegralen in der Quantenmechanik
Richard Feynman hat als Erster diese Herangehensweise auch konsequent für die Herleitung der Gleichungen der Quantenmechanik verwendet. In der klassischen Physik ergeben sich die oben beschriebenen Lagrange-Gleichungen aus der Forderung, dass das Wirkungsintegral stationär wird. In Feynmans Pfadintegral-Formalismus ist die quantenmechanische Wahrscheinlichkeitsamplitude, dass ein System zwischen Anfangs- und Endbedingungen einen bestimmten Pfad einschlägt, proportional zu {\displaystyle \exp(\mathrm {i} W/\hbar )} mit dem Wirkungsintegral {\displaystyle W}. Pfade in der Umgebung des klassischen Weges, für den die Variation von {\displaystyle W} verschwindet, liefern dabei meist die Hauptbeiträge, da sich in ihrer Umgebung die Beiträge mit fast gleichen Phasenfaktoren addieren.

## Beispiele

### Masse im harmonischen Potential (konservativ)

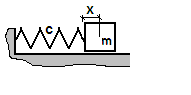
Schwingungssystem: x ist die Auslenkung aus der Gleichgewichtslage

Eine Masse {\displaystyle m} sei über zwei Federn mit Federkonstante {\displaystyle c} und festen Randbedingungen verbunden. Grundvoraussetzung zur Beschreibung des Problems im Lagrange-Formalismus ist das Aufstellen der Lagrange-Funktion, indem man die Terme für kinetische Energie {\displaystyle T} und potentielle Energie {\displaystyle V} aufstellt:
{\displaystyle T={\frac {1}{2}}m{\dot {x}}^{2}}
{\displaystyle V={\frac {1}{2}}cx^{2}}
Die Lagrange-Funktion lautet daher:
{\displaystyle L={\frac {1}{2}}m{\dot {x}}^{2}-{\frac {1}{2}}cx^{2}}
Die Lagrange-Funktion wiederum wird zur analytischen Beschreibung des physikalischen Problems in die Euler-Lagrange-Gleichung eingesetzt, was dann auf Gleichungen führt, die den Bewegungsgleichungen in der Newtonschen Mechanik entsprechen. In diesem Beispiel lautet die generalisierte Koordinate {\displaystyle x}, die Euler-Lagrange-Gleichung
{\displaystyle {\mathrm {d}  \over \mathrm {d} t}{\partial {L} \over \partial {\dot {x}}}={\partial {L} \over \partial x}}.
Dies führt mit obigen Formeln für {\displaystyle L} auf
{\displaystyle \ {\frac {\mathrm {d} }{\mathrm {d} t}}\left(m{\dot {x}}\right)=-cx}
und damit auf die Bewegungsgleichung des Systems:
{\displaystyle {\ddot {x}}=-{\frac {c}{m}}x}.
Die allgemeine Lösung dieser Differentialgleichung ist {\displaystyle x(t)=A\cos(\omega t+\varphi )}, {\displaystyle t} ist die Zeit, {\displaystyle \textstyle \omega ={\sqrt {c/m}}} die Kreisfrequenz. Die konstante Amplitude {\displaystyle A} und Phase {\displaystyle \varphi } können aus den Anfangsbedingungen bestimmt werden.

### Ladung im elektromagnetischen Feld (nicht-konservativ)
Eine Punktladung {\displaystyle q} mit Masse {\displaystyle m} bewege sich im elektromagnetischen Feld. Die generalisierten Koordinaten entsprechen den kartesischen Koordinaten in 3 Raumdimensionen.
Die Felder (Magnetfeld {\displaystyle \mathbf {B} } und elektrisches Feld {\displaystyle \mathbf {E} }) werden über das Skalarpotential {\displaystyle \phi } und das Vektorpotential {\displaystyle \mathbf {A} } bestimmt:
{\displaystyle \mathbf {B} (\mathbf {x} ,t)=\nabla \times \mathbf {A} (\mathbf {x} ,t)\ ,\quad \mathbf {E} (\mathbf {x} ,t)=-{\frac {\partial \mathbf {A} (\mathbf {x} ,t)}{\partial t}}-\nabla \phi (\mathbf {x} ,t)}
Die kinetische Energie des Teilchens ist klassisch:
{\displaystyle T({\dot {\mathbf {x} }})={\frac {1}{2}}m{\dot {\mathbf {x} }}^{2}}
Das „Potential“ ist hier allerdings geschwindigkeitsabhängig, man spricht deshalb wie oben dargestellt von einem generalisierten Potential:
{\displaystyle V(\mathbf {x} ,{\dot {\mathbf {x} }},t)=q\left(\phi (\mathbf {x} ,t)-{\dot {\mathbf {x} }}\cdot \mathbf {A} (\mathbf {x} ,t)\right)}
Somit ist die Lagrange-Funktion eines geladenen Teilchens im elektromagnetischen Feld:
{\displaystyle L(\mathbf {x} ,{\dot {\mathbf {x} }},t)={\frac {1}{2}}\,m\,{\dot {\mathbf {x} }}^{2}-q\,\phi (\mathbf {x} ,t)+q\,{\dot {\mathbf {x} }}\cdot \mathbf {A} (\mathbf {x} ,t)}
Die Euler-Lagrange-Gleichung {\displaystyle {\frac {d}{dt}}\nabla _{\dot {\mathbf {x} }}L-\nabla _{\mathbf {x} }L=0} führt auf die Bewegungsgleichung, auf deren rechter Seite die Lorentzkraft steht:
{\displaystyle m\,{\ddot {\mathbf {x} }}=q\,{\dot {\mathbf {x} }}\times \left(\nabla \times \mathbf {A} (\mathbf {x} ,t)\right)-q\,{\frac {\partial }{\partial t}}\mathbf {A} (\mathbf {x} ,t)-q\,\nabla \phi (\mathbf {x} ,t)}

### Masse an Trommel (nicht-konservativ)

Schema eines Aufzuges

Die Achse einer Aufzugtrommel wird durch ein externes Drehmoment {\displaystyle M(t)} angetrieben. Die Masse der Last beträgt {\displaystyle m}, das Massenträgheitsmoment der Trommel ist {\displaystyle J}. Der Radius der Trommel ist {\displaystyle r}.
Zwischen den Koordinaten {\displaystyle x} und {\displaystyle \varphi } besteht folgende Beziehung:
{\displaystyle x=r\varphi }
{\displaystyle \Rightarrow \;{\dot {x}}=r{\dot {\varphi }}}
{\displaystyle \Rightarrow \;\delta x=r\delta \varphi }.
Die Größen {\displaystyle x} und {\displaystyle \varphi } sind also nicht unabhängig voneinander. Man wähle {\displaystyle \varphi } als generalisierte Koordinate.
Die kinetische Energie ist:
{\displaystyle T={\frac {1}{2}}\left(m{\dot {x}}^{2}+J{\dot {\varphi }}^{2}\right)={\frac {1}{2}}\left(mr^{2}+J\right)\ {\dot {\varphi }}^{2}}
Die virtuelle Arbeit der eingeprägten Kräfte ist
{\displaystyle \delta W=-mg\,\delta x+M\,\delta \varphi =(-mgr+M)\,\delta \varphi }
Nach dem Prinzip der virtuellen Arbeit gilt {\displaystyle \,\delta W=0.}
{\displaystyle \Rightarrow \;Q=-mgr+M}.
Eingesetzt in die Lagrangegleichung für diesen Fall
{\displaystyle {{\text{d}} \over {\text{d}}t}{\partial {T} \over \partial {\dot {\varphi }}}-{\partial {T} \over \partial \varphi }=Q}
folgt schließlich die Bewegungsgleichung
{\displaystyle \left(mr^{2}+J\right){\ddot {\varphi }}=-mgr+M}
Die Auflösung dieser Gleichung nach der Winkelbeschleunigung ergibt
{\displaystyle {\ddot {\varphi }}={\frac {-mgr+M}{mr^{2}+J}}}
Weitere Bemerkungen:
Dieses Beispiel des Aufzugs ist ein nicht-konservatives Kräftesystem, da die verallgemeinerte Kraft  {\displaystyle Q=-mgr+M} über das Drehmoment der Trommel explizit von der Zeit abhängt.

### Atwoodsche Fallmaschine (Methode erster Art)

Funktionsschema der Fallmaschine

Bei der Atwoodschen Fallmaschine betrachtet man zwei Punktmassen im Gravitationsfeld der Erde, die über eine Rolle in der Höhe h aufgehängt und durch ein Seil der Länge l verbunden seien. Die Zwangsbedingung lautet in diesem Fall:
{\displaystyle \,F:=y_{1}+y_{2}+l-2h=0}
Wird das Seil berücksichtigt, das auf der Rolle (Rollenradius r) liegt, dann ergibt sich:
{\displaystyle F:=y_{1}+y_{2}+l-2h-\pi \ r=0}
Die potentielle Energie V berechnet sich zu:
{\displaystyle V:=m_{1}gy_{1}+m_{2}gy_{2}}
Für die Gradienten erhält man
{\displaystyle {\frac {\partial F}{\partial y_{1}}}=1,\qquad {\frac {\partial F}{\partial y_{2}}}=1}
{\displaystyle {\frac {\partial V}{\partial y_{1}}}=m_{1}g,\qquad {\frac {\partial V}{\partial y_{2}}}=m_{2}g}
Dies führt auf das System der Lagrange-Gleichungen 1. Art:
{\displaystyle {\begin{matrix}m_{1}{\ddot {y}}_{1}&=&-m_{1}g+\lambda \\m_{2}{\ddot {y}}_{2}&=&-m_{2}g+\lambda \\y_{1}+y_{2}+l-2h&=&0\end{matrix}}}
Dies kann man auflösen und erhält z. B. für bekannte Anfangsbedingungen:
{\displaystyle {\begin{matrix}y_{1}(t)&=&{\frac {1}{2}}{m_{2}-m_{1} \over {m_{1}+m_{2}}}gt^{2}+{\dot {y}}_{1,0}t+y_{1,0}\\\lambda &=&2g{\frac {m_{1}m_{2}}{m_{1}+m_{2}}}\end{matrix}}}

### Mit einem Seil verbundene Teilchen auf einer Platte mit Loch (Zweikörperproblem mit Methode 2. Art)
Die 1. Masse ({\displaystyle m_{1}}) ist auf einer dünnen Platte durch ein Loch in der Mitte der Platte durch ein Seil mit konstanter Länge ({\displaystyle l})  mit einer 2. Masse ({\displaystyle m_{2}}) verbunden, die sich nur in z-Richtung bewegt (die z-Achse zeige in Richtung Erdmittelpunkt).
Die Zwangsbedingungen {\displaystyle g_{i}} lauten:
{\displaystyle g_{1}=z_{1}=0;\quad g_{2}=x_{2}=0;\quad g_{3}=y_{2}=0;\quad g_{4}={\sqrt {x_{1}^{2}+y_{1}^{2}}}+z_{2}-l=0}
Aus 4 Zwangsbedingungen bei 2 Massen im {\displaystyle \mathbb {R} ^{3}} ergeben sich {\displaystyle 6-4=2} Freiheitsgrade. Für dieses Problem empfiehlt es sich aufgrund der Azimutalsymmetrie Zylinderkoordinaten zu verwenden. So können die generalisierten Koordinaten einfach bestimmt werden.
In Zylinderkoordinaten können die beiden generalisierten Koordinaten nun als
{\displaystyle q_{1}=r_{1}={\sqrt {x_{1}^{2}+y_{1}^{2}}},\qquad q_{2}=\phi _{1}=\arctan {\frac {y_{1}}{x_{1}}}}
gewählt werden, wobei mittels der 4. Zwangsbedingung auch die Bewegung der {\displaystyle m_{2}} durch {\displaystyle r_{1}} beschrieben wird;
{\displaystyle g_{4}=r_{1}+z_{2}-l=0\Leftrightarrow z_{2}=l-r_{1}}
Die kinetische Energie des Systems lautet nun
{\displaystyle E_{\mathrm {kin} }={\frac {m_{1}+m_{2}}{2}}{\dot {r}}_{1}^{2}+{\frac {m_{1}}{2}}r_{1}^{2}{\dot {\phi }}_{1}^{2}}.
Da {\displaystyle z_{1}=0}  und sich damit nur die potentielle Energie bei der 2. Masse verändert, lautet sie
{\displaystyle E_{\mathrm {pot} }=m_{2}gr_{1}}.
Daraus folgt dann die Lagrangefunktion
{\displaystyle L=T-V={\frac {m_{1}+m_{2}}{2}}{\dot {r}}_{1}^{2}+{\frac {m_{1}}{2}}r_{1}^{2}{\dot {\phi }}_{1}^{2}-m_{2}gr_{1}}
Da bei dieser Problemstellung zwei generalisierte Koordinaten vorliegen, folgt jeweils eine Bewegungsgleichung für {\displaystyle r_{1}} und {\displaystyle \phi _{1}}:
{\displaystyle {\frac {\partial L}{\partial r_{1}}}=m_{1}r_{1}{\dot {\phi }}_{1}^{2}-m_{2}g;\quad {\frac {\mathrm {d} }{\mathrm {d} t}}{\frac {\partial L}{\partial {\dot {r}}_{1}}}={\frac {\mathrm {d} }{\mathrm {d} t}}(m_{1}+m_{2}){\dot {r}}_{1}=(m_{1}+m_{2}){\ddot {r}}_{1}\quad \Rightarrow \quad (m_{1}+m_{2}){\ddot {r}}_{1}=m_{1}r_{1}{\dot {\phi }}_{1}^{2}-m_{2}g}
{\displaystyle {\frac {\partial L}{\partial \phi _{1}}}=0;\quad {\frac {\mathrm {d} }{\mathrm {d} t}}{\frac {\partial L}{\partial {\dot {\phi }}_{1}}}={\frac {\mathrm {d} }{\mathrm {d} t}}m_{1}r_{1}^{2}{\dot {\phi }}_{1}=2m_{1}r_{1}{\dot {r}}_{1}{\dot {\phi }}_{1}+m_{1}r_{1}^{2}{\ddot {\phi }}_{1}\quad \Rightarrow \quad 2m_{1}r_{1}{\dot {r}}_{1}{\dot {\phi }}_{1}+m_{1}r_{1}^{2}{\ddot {\phi }}_{1}=0}
Aus der Gleichung für {\displaystyle \phi } zeigt sich in der Form
{\displaystyle {\frac {\mathrm {d} }{\mathrm {d} t}}m_{1}r_{1}^{2}{\dot {\phi }}_{1}=0}
die Existenz einer Erhaltungsgröße, des Drehimpulses in {\displaystyle z}-Richtung {\displaystyle L_{1}^{z}=m_{1}r_{1}^{2}{\dot {\phi }}_{1}}, der nach dem Noether-Theorem aus der Unabhängigkeit der Lagrangefunktion von der Variablen {\displaystyle q_{2}=\phi _{1}} folgt.

### Teilchen im freien Fall (allgemeine Relativitätstheorie)
In der allgemeinen Relativitätstheorie durchlaufen frei fallende Teilchen Weltlinien längster Zeit: Zwischen zwei (genügend nah beieinander liegenden) Ereignissen {\displaystyle A} und {\displaystyle B} vergeht auf einer mitgeführten Uhr auf der Weltlinie frei fallender Teilchen mehr Zeit als auf allen anderen Weltlinien durch diese Ereignisse. Sei {\displaystyle s} ein entlang des Pfades monoton wachsender Laufparameter, so ergibt sich die verstrichene Zeit zu
{\displaystyle \tau _{AB}=\int _{\underline {s}}^{\overline {s}}L\left(s,x(s),{\frac {\mathrm {d} x}{\mathrm {d} s}}\right)\,\mathrm {d} s\ ,\ x({\underline {s}})=A\,,\ x({\overline {s}})=B\,,}
mit der Lagrange-Funktion
{\displaystyle L(s,x,{\dot {x}})={\sqrt {g_{mn}(x)\,{\dot {x}}^{m}\,{\dot {x}}^{n}}}\,.}
Dabei sind {\displaystyle g_{mn}(x)} die Komponentenfunktionen der Metrik (sowohl Raum- als auch Zeitkomponenten). Wir rechnen einfachheitshalber in Maßsystemen, in denen die Lichtgeschwindigkeit dimensionslos ist und den Wert {\displaystyle c=1} hat, und verwenden die Einsteinsche Summenkonvention.
Der zu {\displaystyle x^{k}} konjugierte Impuls ist
{\displaystyle {\frac {\partial L}{\partial {\dot {x}}^{k}}}={\frac {g_{kl}\,{\dot {x}}^{l}}{\sqrt {g_{mn}\,{\dot {x}}^{m}\,{\dot {x}}^{n}}}}}
und die Euler-Lagrange-Gleichungen lauten
{\displaystyle 0={\frac {\mathrm {d} }{\mathrm {d} s}}{\frac {g_{kl}\,{\dot {x}}^{l}}{\sqrt {g_{mn}\,{\dot {x}}^{m}\,{\dot {x}}^{n}}}}-{\frac {1}{2}}{\frac {\partial _{k}g_{rs}\,{\dot {x}}^{r}\,{\dot {x}}^{s}}{\sqrt {g_{mn}\,{\dot {x}}^{m}\,{\dot {x}}^{n}}}}}
{\displaystyle \qquad \qquad =g_{kl}\,{\frac {\mathrm {d} }{\mathrm {d} s}}{\frac {{\dot {x}}^{l}}{\sqrt {g_{mn}\,{\dot {x}}^{m}\,{\dot {x}}^{n}}}}+{\frac {{\dot {x}}^{r}\,\partial _{r}g_{ks}\,{\dot {x}}^{s}}{\sqrt {g_{mn}\,{\dot {x}}^{m}\,{\dot {x}}^{n}}}}-{\frac {1}{2}}{\frac {\partial _{k}g_{rs}\,{\dot {x}}^{r}\,{\dot {x}}^{s}}{\sqrt {g_{mn}\,{\dot {x}}^{m}\,{\dot {x}}^{n}}}}\,.}
Verwenden wir hier als Abkürzung das Christoffel-Symbol
{\displaystyle \Gamma _{rs}^{l}={\frac {1}{2}}g^{lm}{\bigl (}\partial _{r}g_{sm}+\partial _{s}g_{rm}-\partial _{m}g_{rs}{\bigr )}\,,}
so erweist sich die Weltlinie längster Dauer als Gerade: Die Richtung der Tangente an die Weltlinie
{\displaystyle u^{l}={\frac {{\dot {x}}^{l}}{\sqrt {g_{mn}\,{\dot {x}}^{m}\,{\dot {x}}^{n}}}}}
ändert sich nicht bei Parallelverschiebung längs der Weltlinie
{\displaystyle 0=g_{kl}\left({\frac {\mathrm {d} }{\mathrm {d} s}}u^{l}+{\dot {x}}^{r}\,\Gamma _{rs}^{l}\,u^{s}\right)\,.}
Die Parametrisierung wird nicht festgelegt. Verfügen wir so über sie, dass der Tangentialvektor überall gleich lang ist, dann ist {\displaystyle {\sqrt {g_{mn}\,{\dot {x}}^{m}\,{\dot {x}}^{n}}}} konstant und der Tangentialvektor geht beim Durchlaufen der Weltlinie in sich über. Sie erfüllt die Geodätengleichung
{\displaystyle 0={\frac {\mathrm {d} ^{2}x^{l}}{\mathrm {d} s^{2}}}+\Gamma _{rs}^{l}(x)\,{\frac {\mathrm {d} x^{r}}{\mathrm {d} s}}\,{\frac {\mathrm {d} x^{s}}{\mathrm {d} s}}\,.}
Dies ist die allgemein-relativistische Form der Bewegungsgleichung eines frei fallenden Teilchens. Die Gravitation ist in den {\displaystyle \Gamma _{rs}^{l}} voll berücksichtigt.

## Ursprüngliche Darstellung
Die ‚Lagrangeschen Gleichungen erster Art‘, wie man sie heute nennt, werden von Joseph-Louis Lagrange in seinem Hauptwerk zur Mechanik, der Mécanique Analytique, erstmals 1788 erschienen, im ersten Teil (Die Statik) aus dem Prinzip der virtuellen Arbeit entwickelt. Man findet die Herleitung im 4. Kapitel (Einfachere und allgemeinere Art, die im zweiten Abschnitt angegebene Gleichgewichtsformel zu gebrauchen), Paragraph 1 (Methode der Multiplikatoren). Für Lagrange selbst war es eine rein algebraische Methode der Multiplikatoren, um von den  vorgegebenen Zwangsbedingungen auf die unbekannte Zwangskraft-Funktionen schließen zu können, in denen alle  nicht-generalisierten Variablen eliminiert sind. Das heißt, ursprünglich geht Lagrange (für  i Zwangskräfte) von der differentiellen Form
{\displaystyle \sum _{i=1}^{n}\left(\mathbf {Z} _{i}-\sum _{k=1}^{s}\lambda _{k}a_{ki}\right)\delta q_{i}=0}
aus. Die Lagrangeschen Gleichungen erster Art werden dann als eine verallgemeinerte Ergänzung auf nicht-holonome Systeme der Dynamik verstanden, in denen auch beschleunigende Trägheitskräfte zugelassen werden, die das statische Gleichgewicht stören.
Die ‚Lagrangeschen Gleichungen zweiter Art‘ werden erst im zweiten Teil des Hauptwerks Lagranges (Die Dynamik) aus dem d’Alembertschen Prinzip entwickelt. Man findet die allgemeine Herleitung im 4. Kapitel (Differentialgleichung zur Lösung aller Probleme der Dynamik). Dort wird insbesondere ab Abschnitt 10 sowohl der Fall von holonomen Zwangsbedingungen diskutiert (die Integrabilität der Differentialgleichungen, Zeitunabhängigkeit der Funktionen und Existenz eines Potenzials V) als auch der nicht-holonome Fall mittels zusätzlicher Multiplikatoren dargestellt. Neben den Lagrange-Gleichungen erster Art ergeben sich dann auch die der zweiten Art in folgender Form:
{\displaystyle {{\text{d}} \over {\text{d}}t}{\partial {T} \over \partial {{\dot {q}}_{i}}}-{\partial {T} \over \partial q_{i}}=Q_{i}+\sum _{k=1}^{s}\lambda _{k}a_{ki}.}